# 2007年温布尔登网球锦标赛
2007年温布尔登网球锦标赛（2007 Wimbledon Championships）于2007年6月25日至7月8日在英国伦敦举行。

## 冠军
- 男子单打：罗杰·费德勒

- 女子单打：维纳斯·威廉姆斯
- 男子双打：阿诺·克莱芒／米夏埃尔·洛德拉
- 女子双打：卡拉·布莱克／莉泽尔·许贝尔
- 混合双打：耶莱娜·扬科维奇／杰米·默里

| 前任： 2006年温布尔登网球锦标赛 | 温布尔登网球锦标赛 2007年 | 繼任： 2008年温布尔登网球锦标赛 |
| 前任： 2007年法国网球公开赛     | 网球大满贯 2007年         | 繼任： 2007年美国网球公开赛     |